# Alfred Gleißner
Alfred Gleißner (* 23. November 1929 in Weiden in der Oberpfalz; † 21. März 2022 in Inhausen) war ein deutscher römisch-katholischer Theologe.

## Leben
Alfred Gleißner war der Sohn von Gustav Gleißner und Elisabeth, geb. Schmeller. Er studierte von 1949 bis 1955  Theologie und Philosophie an der Gregoriana in Rom, wo er 1959 zum Dr. theol. promoviert wurde. Am 10. Oktober 1955 empfing er die Priesterweihe. Von 1959 bis 1963 war er Kaplan in der Oberpfalz. Von 1963 bis 1973 war er wissenschaftlicher Assistent bei Theoderich Kampmann und Erich Feifel an der LMU München. Zeitgleich war er Mitarbeiter im Vorstand des Deutschen Katecheten-Vereins (1963–1967).
1973 wurde er ordentlicher Professor an der Pädagogischen Hochschule in München-Pasing bzw. an der Erziehungswissenschaftlichen Fakultät der LMU München. 1978 wurde er ordentlicher Professor für Religionspädagogik und Didaktik des Religionsunterrichts an der Katholisch-Theologischen Fakultät der LMU München. Die Emeritierung erfolgte 1998.
Alfred Gleißner starb am 21. März 2022 im Alter von 92 Jahren an den Folgen eines Sturzes auf dem Weg zur Kirche. Er wurde am 3. April 2022 auf dem Friedhof der Filialkirche Mariä Himmelfahrt in Inhausen beigesetzt.

## Werke (Auswahl)
- Was ist neu am neuen Katechismus? Kurze Einführung in das Arbeitsbuch zur Glaubensunterweisung „Glauben – leben – handeln“. Verlag Herder, Freiburg 1969.
- Maßstäbe finden, anwenden, weitergeben. Lehr- und Arbeitsbuch für den katholischen Religionsunterricht an Realschulen der ... Jahrgangsstufe (4 Teilbände). Verlag Martin Lurz, München 1980–1984.
- Entscheidungen. Lehr- und Arbeitsbuch für den katholischen Religionsunterricht an beruflichen Schulen in Bayern (4 Teilbände). Verlag Martin Lurz, München 1981–1987.
- Das Problem der Autorität. Handreichungen für das fachdidaktische Blockpraktikum im Zweitfach Katholische Religionslehre. München 1984.
- als Herausgeber: Bildung für morgen – zukunftsorientierte Fachdidaktik. Dokumentation des fachdidaktischen Dies academicus am 3.12.1996. München 1998.